# Grace Medes
Grace Medes (* 9. November 1886 in Keokuk, Iowa; † 31. Dezember 1967) war eine US-amerikanische Biochemikerin. Sie beschrieb 1932 erstmals die mögliche Ursache der seltenen Stoffwechselerkrankung Tyrosinämie.

## Leben
Grace Medes wurde 1886 als Tochter von William und Kate Medes, geborene Hagney, in Keokuk, Iowa geboren. Sie studierte an der University of Kansas, wo sie 1904 den Bachelor-Abschluss sowie 1913 in Zoologie den Master-Abschluss erlangte. Sie ging dann nach Pennsylvania ans Bryn Mawr College und promovierte 1916 mit einer Arbeit über die Larven des Seeigels Arbacia punctulata. Anschließend wechselte sie als Lehrkraft zum Vassar College und wurde hier 1919 Assistenzprofessorin für Physiologie. 1922 kam sie für zwei Jahre ans Wellesley College und ging 1924 an die Medical School der University of Minnesota, wo sie 1925 Assistenzprofessorin für Klinische Chemie wurde. Bis 1932 erforschte sie hier unter anderem den Stoffwechsel der Aminosäuren Tyrosin und Phenylalanin. Sie analysierte und beschrieb erstmals den gestörten Tyrosinstoffwechsel bei einem Patienten und nannte die Erkrankung Tyrosinosis. Die genaue Ursache der heute als Tyrosinämie Typ I bezeichneten Stoffwechselerkrankung, ein Mangel oder Fehlen des Enzyms Fumarylacetoacetase, wurde erst Ende der 1970er-Jahre aufgedeckt.
Grace Medes verließ 1932 die University of Minnesota und ging nach Philadelphia ans Lankenau Hospital Research Institut (heute Lankenau Institute for Medical Research). Bis zu ihrer Pensionierung Ende der 1950er-Jahre untersuchte sie den Stoffwechsel der schwefelhaltigen Aminosäuren Cystin und Methionin sowie von Fettsäuren. Sie arbeitete danach noch einige Jahre am Fels Research Institute der Temple University und widmete sich wieder der Tyrosinämie. 1955 wurde sie für ihre Arbeiten von der American Chemical Society mit der Garvan-Olin-Medaille ausgezeichnet. Grace Medes verstarb am 31. Dezember 1967.

## Werke (Auswahl)
- Mit Jesse Francis McClendon: Physical chemistry in biology and medicine. W.B. Saunders Co., 1925.
- Mit Hilding Berglund u. a. (Hrsg.): The kidney in health and disease in contributions by eminent authorities. Lea & Febiger, 1935.
- Mit Stanley P. Reimann: Normal growth and cancer. J. B. Lippincott Co., 1963.